# Gare de Mervans
La gare de Mervans est une gare ferroviaire française de la ligne de Dijon-Ville à Saint-Amour, située sur le territoire de la commune de Mervans dans le département de Saône-et-Loire, en région Bourgogne-Franche-Comté.
C'est une halte ferroviaire de la Société nationale des chemins de fer français (SNCF), desservie par des trains TER Bourgogne-Franche-Comté.

## Situation ferroviaire
Établie à 194 m d'altitude, la gare de Mervans est située au point kilométrique (PK) 382,170 de la ligne de Dijon-Ville à Saint-Amour, entre les gares de Seurre et de Louhans.
Elle est équipée de deux quais, le quai « 1 » pour la voie « 1 » et le quai « 2 » pour la voie « 2 », qui disposent chacun d'une longueur utile de 114 m.

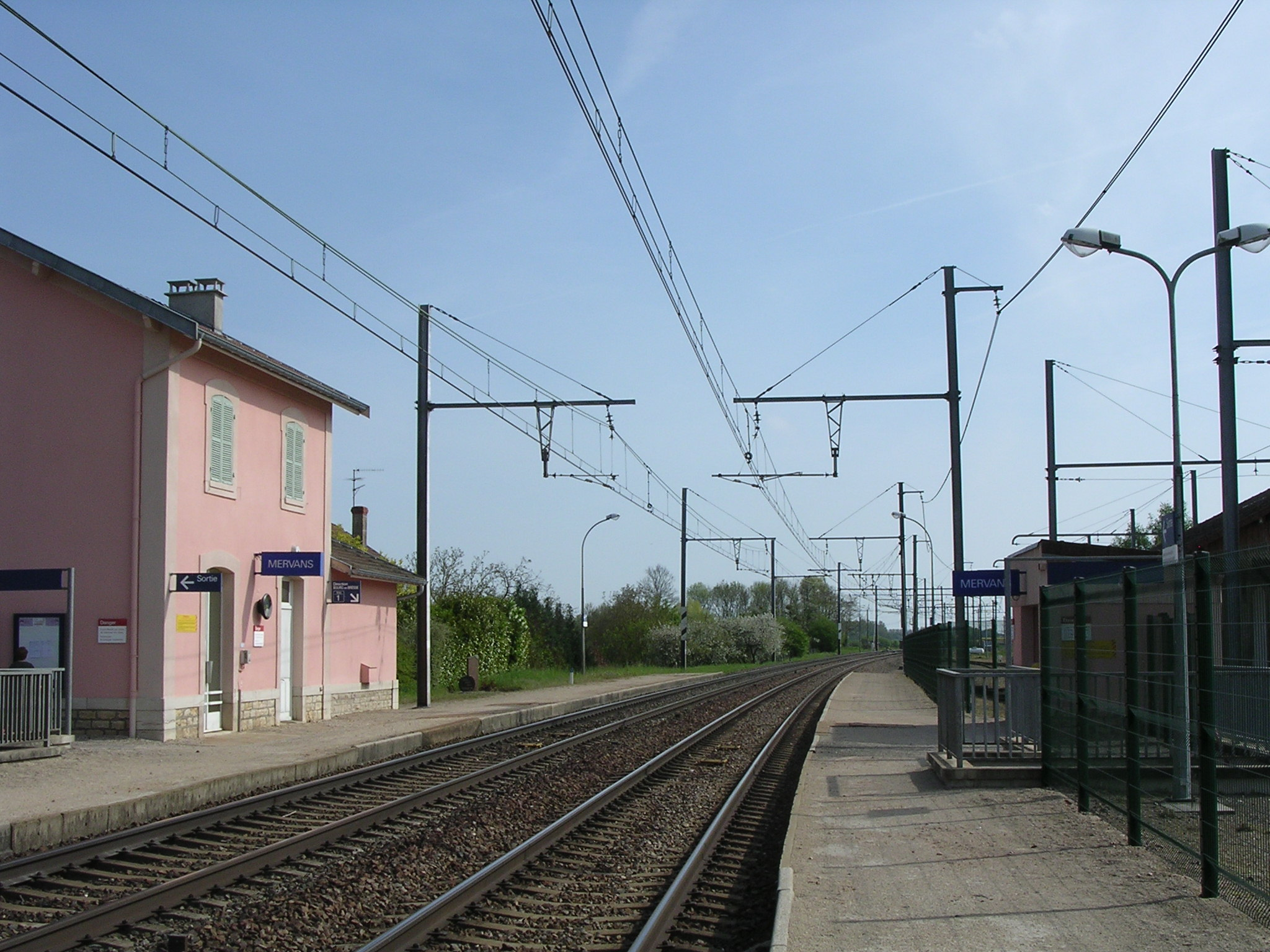
L'intérieur de la gare, vue vers Louhans.

## Service des voyageurs

### Accueil
Halte SNCF, c'est un point d'arrêt non géré (PANG) à entrée libre.

### Desserte
Mervans est desservie par des trains TER Bourgogne-Franche-Comté qui effectuent des missions entre les gares de Dijon-Ville et de Bourg-en-Bresse.

### Intermodalité
Un parc pour les vélos et un parking pour les véhicules y sont aménagés. Un service de cars, à tarification SNCF, renforce la liaison de Seurre à Louhans, via Mervans.

## Patrimoine ferroviaire
L'ancien bâtiment voyageurs de type PLM 4e classe, inutilisé par la halte, est toujours présent en 2020.